# Санкт-петербургский троллейбус
Санкт-петербу́ргский тролле́йбус — один из видов наземного пассажирского транспорта в Санкт-Петербурге. Открыт 21 октября 1936 года. Хронологически четвёртая троллейбусная система, открытая в СССР после Москвы, Киева и Ростова-на-Дону.
С 18 мая 2019 года, после закрытия троллейбусного движения в Москве, является крупнейшей троллейбусной сетью в России по количеству действующих маршрутов, численности подвижного состава и длине контактной сети и второй в мире после минской. По состоянию на август 2025 года действует 48 троллейбусных маршрутов, из которых 17 ежедневно обслуживаются троллейбусами с увеличенным автономным ходом (также известными как электробусы с подзарядкой в движении). Списочная численность троллейбусов — 931 единица. Линейный подвижной состав обслуживается четырьмя троллейбусными и одним совмещенным трамвайно-троллейбусным парком. Эксплуатируется предприятием СПб ГУП «Горэлектротранс».

## История

### Советский период

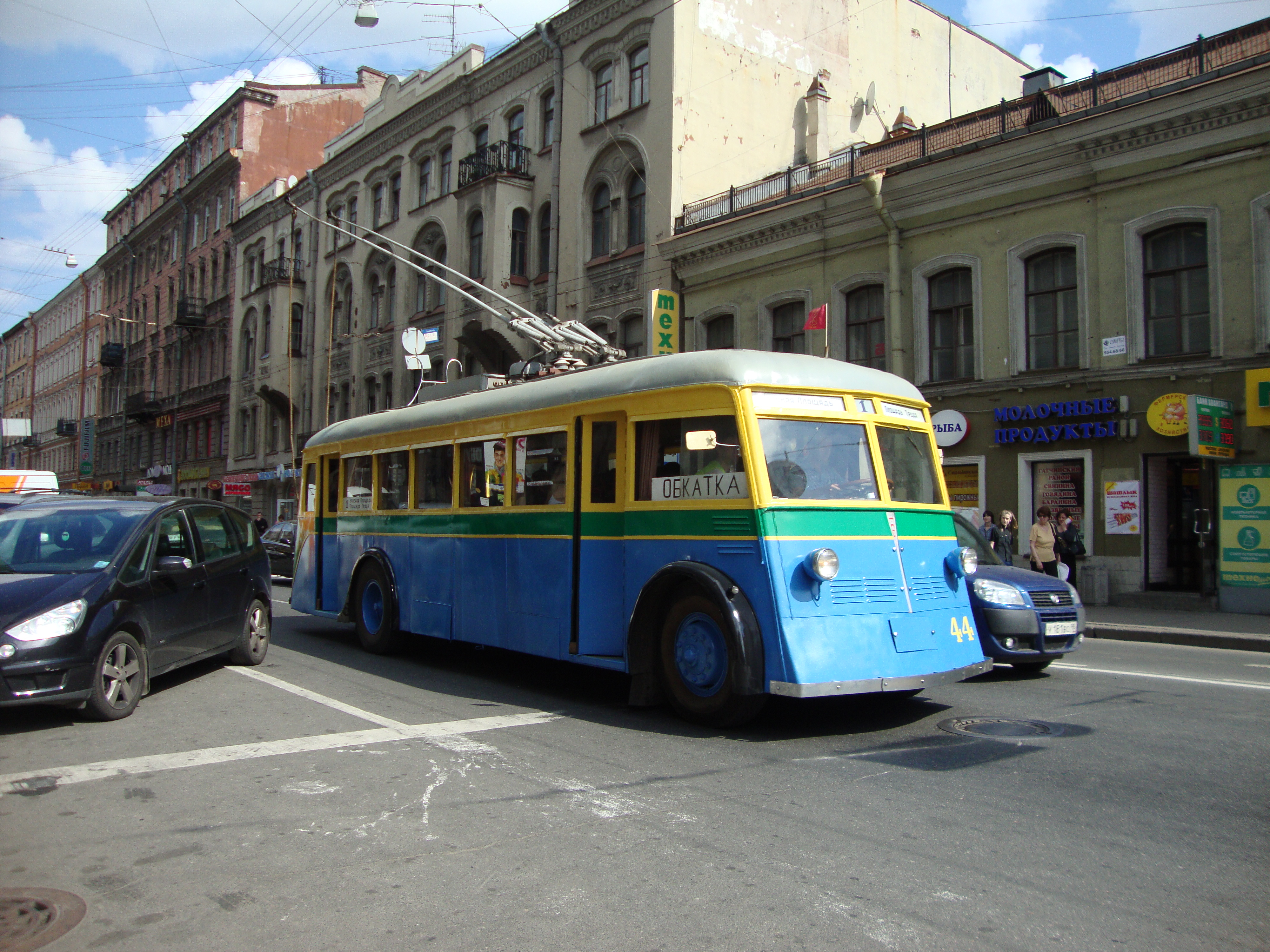
Троллейбус ЯТБ-1

В начале 1930-х годов в Ленинграде существовала развитая сеть трамвая. Но в целях улучшения качества пассажирских перевозок нужно было внедрение принципиально нового вида транспорта.
21 октября 1936 года по маршруту «Красная площадь (ныне — площадь Александра Невского) — проспект 25 Октября (ныне — Невский проспект) — улица Гоголя (ныне — Малая Морская улица) — бульвар Профсоюзов (ныне — Конногвардейский бульвар) — площадь Труда» прошёл первый ленинградский троллейбус (это был выпущенный на ЯАЗе троллейбус модели ЯТБ-1).

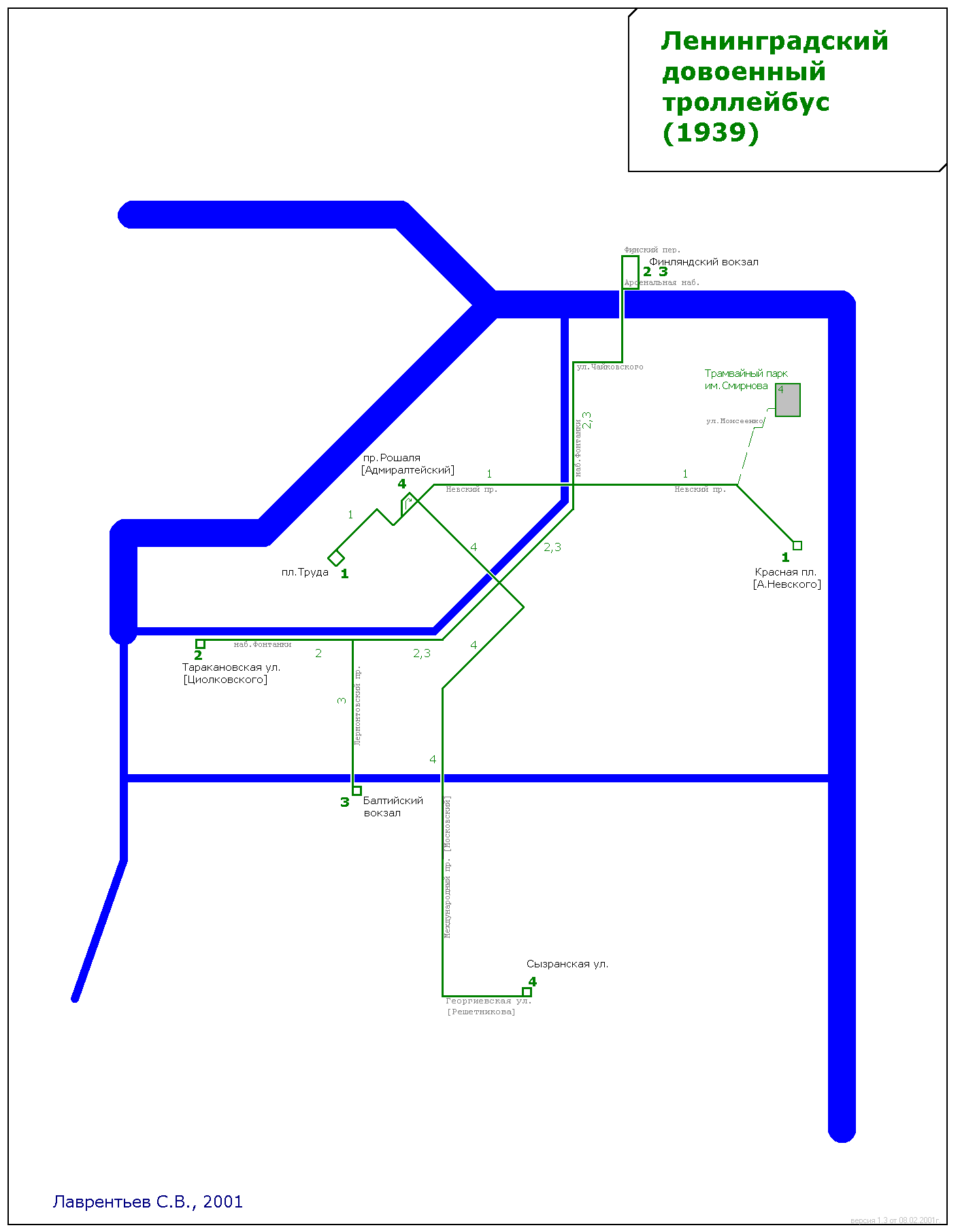
Схема троллейбусных маршрутов Ленинграда (1939)

В течение следующих трёх лет было открыто ещё три троллейбусных маршрута. Линия по чётной стороне набережной реки Фонтанки, улице Чайковского, Литейному проспекту и Литейному мосту связала центр города с Финляндским вокзалом. Линия по Лермонтовскому проспекту обеспечила троллейбусную связь с Балтийским вокзалом. Затем была построена протяжённая линия из центра в Московский район — к ещё строящемуся троллейбусному парку № 1.
26 декабря 1937 года произошла крупная авария — троллейбус ЛК-5, пробив ограду, упал в Фонтанку (из-за лопнувшей покрышки машину занесло на гололёде). Погибли 13 человек. В 1938 году все троллейбусы ЛК были отстранены от эксплуатации и списаны.
До 1941 года был открыт ещё один маршрут троллейбуса (№ 5: Сызранская улица — площадь Труда). Также по Старо-Петергофскому проспекту до площади Стачек, а затем до Автово был продлён маршрут № 2. На тот момент количество троллейбусов составляло 133 единицы (126 — ЯТБ-1 и 7 — ЛК-5), протяжённость маршрутов увеличилась с 5,8 километра в 1936 до 36,6 километра, ежедневный выпуск составлял до 76 машин.
Дальнейшее развитие прервала Великая Отечественная война: 20 ноября 1941 года троллейбусное движение было прекращено, и возобновилось только после снятия блокады Ленинграда 24 мая 1944 года. Начиная с этого момента троллейбус начал бурно развиваться: сеть частично реорганизовали (линию по набережной Фонтанки решили не восстанавливать), провели сеть по главным магистралям города.

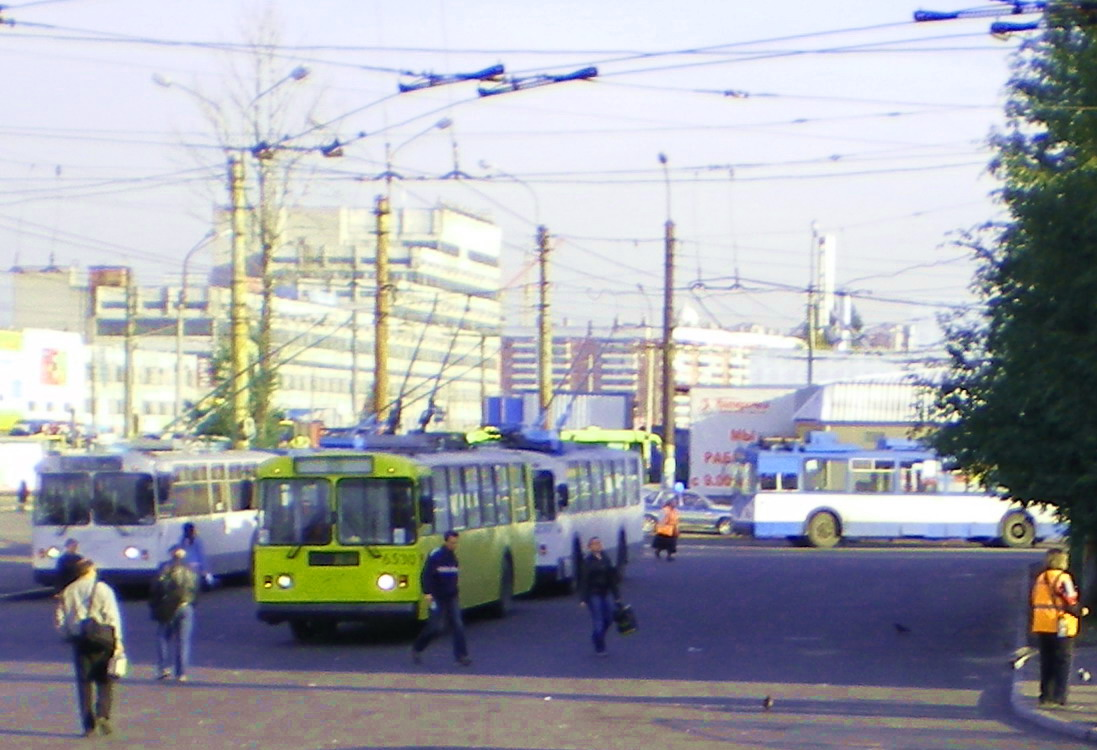
Троллейбусы маршрутов № 23, 25, 40, у станции метро Старая Деревня, 2007 год

К 1956 году в городе было уже 14 троллейбусных маршрутов. Довольно развитая сеть была в центральной части города, появились троллейбусы также и на Васильевском острове, Петроградской и Выборгской стороне, в Автово и на Охте.
С 1965 года троллейбус пришёл в новостройки Ленинграда: на север и юго-запад города, а также остров Декабристов, чуть позже — в Купчино и Весёлый Посёлок. К 1990 году число маршрутов троллейбуса достигло своего максимального количества — 50, а списочное количество троллейбусов превысило 1400.
В 1982 году, после успешного испытания троллейбусного поезда, состоящего их двух троллейбусов ЗиУ-9, соединённых по системе Владимира Веклича в Алма-Ате, на Ленинградском заводе по ремонту городского электротранспорта было освоено их производство. На начало 1990 года предприятия «Ленгорэлектротранса» успешно эксплуатировали 111 поездов (в 1982 г. — 3 шт., в 1983 г. — 27 шт., в 1985 г. — 55 шт., в 1987 г. — 95 шт.). Экономический эффект от их использования составлял 4962 рубля на один поезд в год, и был самым высоким в СССР. Суммарный экономический эффект от их внедрения в городе на 1990 год составил 2,51 миллиона рублей (лучший результат для троллейбусных поездов ЗиУ-9 и второй — для троллейбусных поездов в СССР (в Киеве — 12,676 млн рублей)).
В конце 1980-х годов был разработан план по строительству троллейбусной системы в городе Гатчине с последующим соединением сетей Гатчины и Ленинграда, но в начале 1990-х проект был заморожен. В начале 2000-х годов снова планировалось начать реализацию проекта (на некоторых улицах были установлены опоры контактной сети, была зарезервирована территория под троллейбусное депо). Планировалось закупить 4 бывших в употреблении троллейбуса Škoda из Чехии. В 2005 году проект был заморожен повторно.

### Постсоветский период
С 1992 года темпы развития троллейбуса снизились, часть маршрутов была закрыта, а на некоторых участках контактная сеть была демонтирована или выведена из пассажирской эксплуатации. В Приморском районе в 1999 году был открыт маршрут № 23 (первоначально ежедневный, но с 2005 года — только по рабочим дням в часы «пик»). 1 сентября 2010 года открыт маршрут № 2. В ноябре 2001 года открыт участок сети по Клочкову переулку и проспекту Пятилеток, туда был направлен маршрут № 28. В марте 2012 года был открыт небольшой участок сети в районе новой застройки Юго-Запада, от улицы Доблести до проспекта Героев с продлением маршрутов № 35, 45 и 48, а с 2015 — введением нового маршрута № 32. В 2016 году открылся новый маршрут № 44.

#### Эпоха электробусов с динамической подзарядкой
В конце 2017 года начата реализация проекта по оптимизации маршрутной сети и переводу части маршрутов на троллейбусы с увеличенным автономным ходом (ТУАХ), также известные как электробусы с подзарядкой в движении или электробусы с динамической подзарядкой, способные ездить по участкам дорог, где отсутствует контактная сеть. Для этих целей город получил первые машины Тролза-5265.02 и Тролза-5265.08 семейства «Мегаполис».
В 2019 году были поставлены 10 троллейбусов с увеличенным автономным ходом модели БКМ-32100D и ещё 15 — без УАХ того же производителя.
- Первым маршрутом, обслуживаемым электробусами с динамической подзарядкой, стал троллейбус № 23 — его перезапуск состоялся 12 декабря 2017 года, в результате перенаправления трассы следования от метро «Старая Деревня» к улице Оптиков через Богатырский проспект[32]
- 27 декабря 2017 года изменилась трасса троллейбусного маршрута № 41, продлённого в район жилой застройки «Балтийская жемчужина»[33].
- 12 февраля 2018 года троллейбусный маршрут № 2 был продлён от метро «Комендантский проспект» до Глухарской улицы[34].
- С 14 апреля по 14 декабря 2018 года, на время ремонта трамвайных путей на проспекте Авиаконструкторов, работал компенсационный троллейбусный маршрут № 12, обслуживавшийся динамическими электробусами[35][36].
- В связи с ликвидацией контактной сети на к/ст «Казанский собор» по проекту «Чистое небо» в конце мая 2018 года состоялся перевод маршрута № 17 на троллейбусы с УАХ (позднее маршрут был спрямлён без выезда на набережную канала Грибоедова)[37][38].
- 27 августа 2018 года состоялся перезапуск маршрута № 18, который вместо Таллинской улицы перенаправлен до площади Академика Климова, мимо станции метро «Лесная»[39].
- 3 сентября 2018 года перезапущен на динамические электробусы маршрут № 43 и продлён до конечной станции «Река Оккервиль»[40].
- 15 августа 2019 года перезапущен троллейбусный маршрут № 32 и продлён по односторонней петле через окончание Ленинского проспекта, Балтийский бульвар, улицу Маршала Казакова и начало проспекта Героев[41].
- 16 марта 2020 года троллейбусный маршрут № 47 продлён через Малую Балканскую и Белградскую улицы до станции метро «Московская»[42].
- 16 ноября 2020 года состоялся перезапуск части маршрутной сети на юго-западе города: маршрут № 46 переведён на троллейбусы с УАХ и продлён до железнодорожной станции Сергиево (контактная сеть на участке от улицы Пионерстроя до станции Сергиево отсутствует) и одновременно перенаправлен к троллейбусному парку № 1. Вследствие перенаправления трассы маршрута № 46 до проспекта Народного Ополчения, к кольцу «Автовский ДСК» организован заезд маршрута № 48[43].
- 19 июня 2023 года открылся обновленный маршрут № 42 от ж/д станции Сортировочная до Московского вокзала, на котором курсируют троллейбусы с увеличенным автономным ходом[44].
- 30 октября 2023 года открылся маршрут № 12: Улица Кораблестроителей — Смольный, проходящий через Благовещенский мост. Маршрут обслуживается троллейбусами с увеличенным автономным ходом, соединяет три района Северной столицы: Василеостровский, Адмиралтейский, Центральный и обеспечивает для их жителей доступность 10 станций метрополитена[45].
- 15 ноября 2023 года переведён на обслуживание троллейбусами с автономным ходом и продлён до остановки «Плесецкая улица» маршрут № 50[46].
- 25 декабря 2023 года изменена трасса троллейбусного маршрута № 9. Теперь он проходит через жилые кварталы в районе Морской набережной и намывных территорий, а также делает заезд к метро «Петроградская».
- 4 марта 2024 года переведён на обслуживание троллейбусами с увеличенным автономным ходом и продлён до конечной остановки «Орлово-Денисовский проспект» и одновременно перенаправлен к кольцу «Светлановский проспект» мимо станций метро «Академическая» и «Гражданский проспект» (таким образом дважды пересекая проспект Луначарского на проспекте Художников и Гражданском проспекте, проспект Науки и улицу Гидротехников на Тихорецком и том же Гражданском проспектах) маршрут № 21.
- 21 сентября 2024 года изменена трасса троллейбусного маршрута № 28. Теперь он проходит через Васильевский остров и намывные территории.
- 29 июня 2025 изменена трасса троллейбусного маршрута №26. На маршрут вышли троллейбусы с автономным ходом, так как на новом участке на улице Кузнецова и проспекте Космонавтов не имеется контактной сети.

В 2020 году в город осуществлена поставка первых за семь лет 20 сочленённых троллейбусов модели «Vitovt Max II», произведённых на предприятии «Белкоммунмаш», а также троллейбусов с УАХ производства «Транс-Альфа» и обычных троллейбусов «Адмирал» разработки ПК «Транспортные системы».

## Объёмы перевозок
| Год  | Количество троллейбусов на конец года, ед. | Число пассажиров, млн чел. |
| ---- | ------------------------------------------ | -------------------------- |
| 1937 | 68                                         | 21                         |
| 1940 | 130                                        | 41                         |
| 1945 | 100                                        | 29                         |
| 1950 | 173                                        | 118                        |
| 1955 | 253                                        | 180                        |
| 1960 | 301                                        | 238                        |
| 1961 | 327                                        | 231                        |
| 1962 | 360                                        | 231                        |
| 1963 | 399                                        | 224                        |
| 1964 | 464                                        | 236                        |
| 1965 | 503                                        | 244                        |
| 1966 | 543                                        | 261                        |
| 1970 | 730                                        | 332                        |
| 1975 | 956                                        | 389                        |
| 1980 | 1106                                       | 489                        |
| 1981 | 1171                                       | 469                        |
| 1982 | 1215                                       | 460                        |
| 1983 | 1183                                       | 472                        |
| 1984 | 1203                                       | 482                        |
| 1985 | 1206                                       | 485                        |
| 1990 | 1320                                       | 565                        |
| 1995 | 1020                                       | 459                        |
| 1996 | 960                                        | 531                        |
| 1997 | 918                                        | 484                        |
| 1998 | 900                                        | 539                        |
| 1999 | 856                                        | 618                        |
| 2000 | 803                                        | 640                        |
| 2001 | 764                                        | 614                        |
| 2002 | 706                                        | 584                        |
| 2003 | 723                                        | 542                        |
| 2004 | 725                                        | 511                        |
| 2005 | 735                                        | 580                        |
| 2006 | 700                                        | 438                        |

## Описание сети

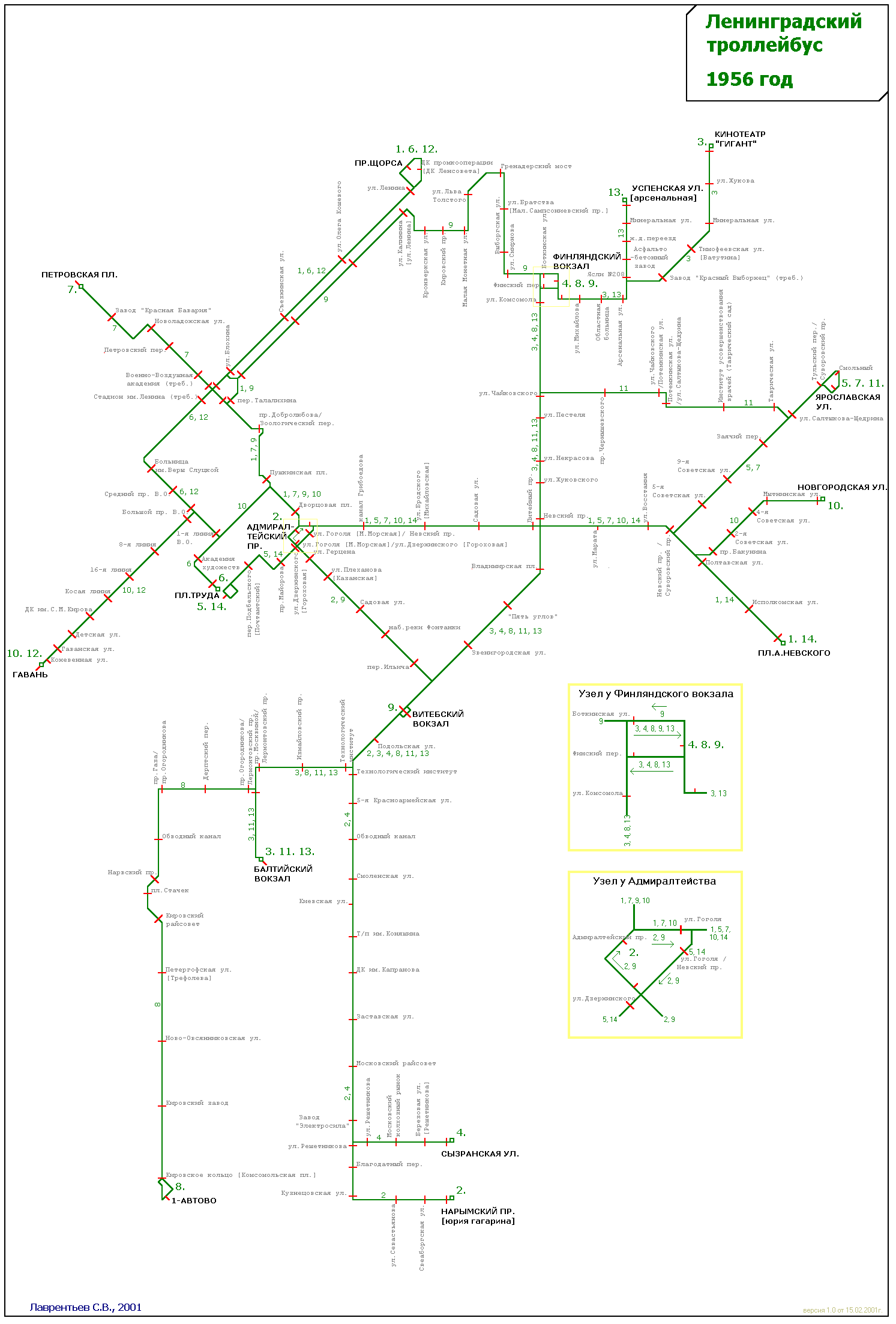
Схема троллейбусных маршрутов Ленинграда (1956)

Троллейбусная сеть Санкт-Петербурга проходит по основным городским магистралям, преимущественно там, где она не дублируется маршрутами других видов транспорта. В 50-х годах прошлого века многие троллейбусные линии были открыты взамен трамвайных.
- Центральная часть. Линии по Невскому, Литейному, Владимирскому, Загородному, Суворовскому проспектам, улицам Гороховой и Кирочной. Ответвления к Новгородской улице и площади Труда. Обслуживается всеми парками города, за исключением парка № 6.

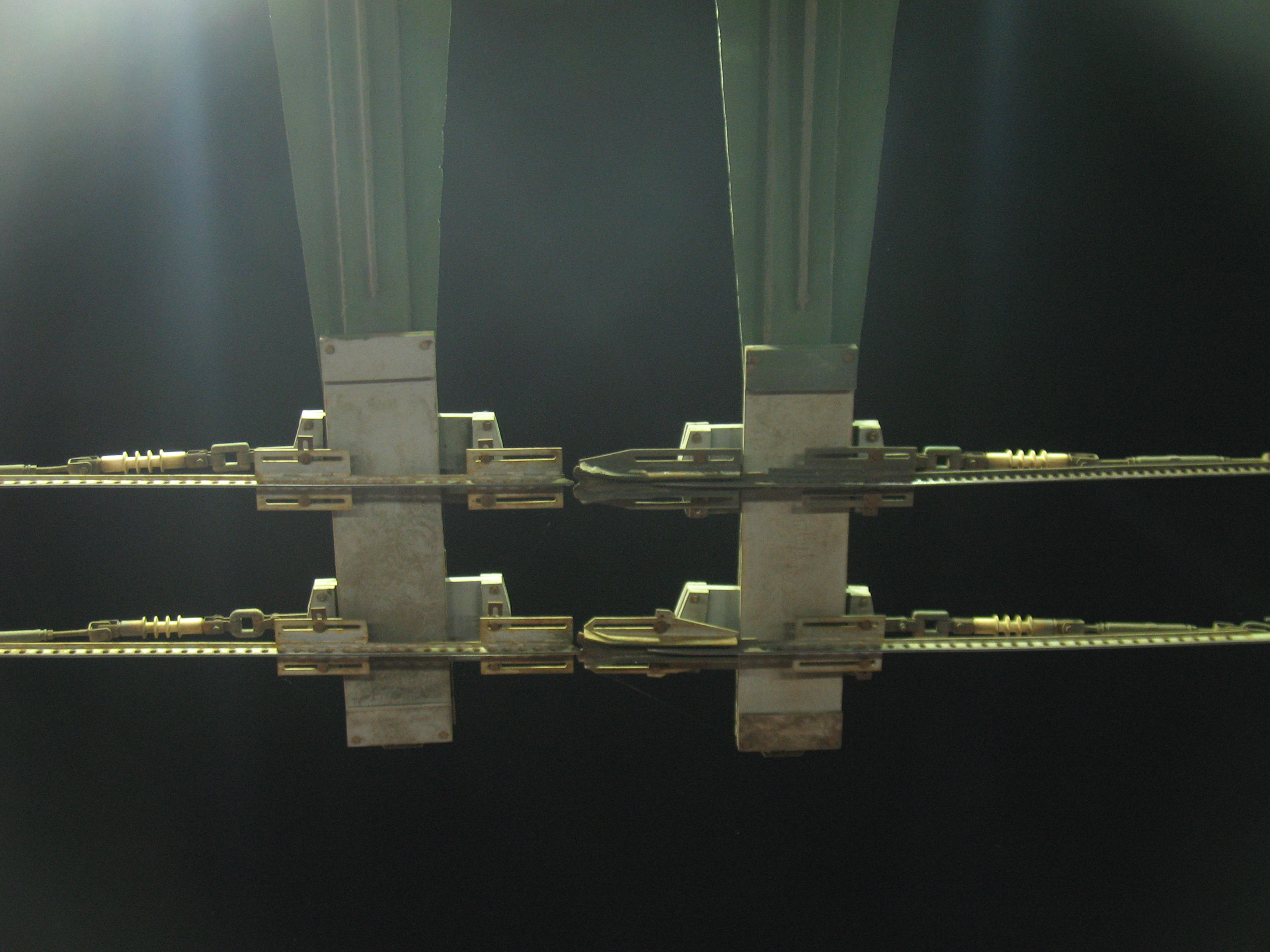
Соединение троллейбусных проводов на разводном мосту через Неву

- Васильевский остров. Линии по улицам Кораблестроителей, Наличной, Большому и Малому проспектам В.О. С левым берегом Невы связь через Дворцовый мост, с Петроградским районом — через Тучков и Биржевой мост (через последний проходит только маршрут № 7), между собой — через Кадетскую и 1-ю линии Васильевского острова. Обслуживается преимущественно парком № 3.
- Петроградская сторона. Линии по Большой Пушкарской улице и в обратном направлении по Большому проспекту П.С. (с ответвлением к Петровской площади), Каменноостровскому и Левашовскому проспектам. Обслуживается троллейбусными парками № 2, 3, 6 и СТТП.
- Северная часть. Линии по Комендантскому, Богатырскому, Коломяжскому, Светлановскому, Тихорецкому, Гражданскому проспектам, а также проспекту Тореза. Северо-западный куст связан с остальной сетью только через проспект Испытателей. С центром города связь через Кантемировский мост, Кондратьевский проспект, улицу Комсомола, Литейный мост и Ушаковский мост (только маршрут № 34). Проспект Королева и проспект Маршала Блюхера — без контактной сети. Обслуживается СТТП и парком № 6.
- Юго-западная часть. Линии по Ленинскому проспекту (единственная связь с остальной сетью после закрытия линий по Старо-Петергофскому проспекту и Краснопутиловской улице), проспектам Стачек (до Трамвайного проспекта), Маршала Жукова, Ветеранов, улице Доблести. Ответвления к Автовской улице и беспроводные участки в Балтийской жемчужине и Сергиево. Обслуживается 1-м троллейбусным парком.
- Южная часть. Меридиональные линии по Московскому проспекту (в центр до Технологического института), Новоизмайловскому проспекту, проспекту Космонавтов, Будапештской, Софийской, Пражской и Бухарестской улицам, а также улице Седова (в центр через площадь Александра Невского). Линии, образующие ЦДМ: улица Типанова, проспект Славы и Ивановская улица, продолжающаяся через Володарский мост на правый берег Невы. Обслуживается троллейбусными парками № 1 и № 3. Участок маршрута № 42 от Расстанной улицы через Лиговский проспект до Московского вокзала до 2007 года имел контактную сеть, а в настоящее время обслуживается машинами с УАХ.
- Восточная часть. Линии на Пискаревке, Полюстрово (проспект Металлистов), Заневский, Новочеркасский, Индустриальный проспекты, проспекты Большевиков и Косыгина, Народная улица. Связь с остальной сетью через Володарский мост, мост Александра Невского и Большеохтинский мост. Обслуживается троллейбусным парком № 3.

### Неиспользуемые или демонтированные линии
- Адмиралтейский район:
  - Линия через Благовещенский мост (лейтенанта Шмидта):
    - С 1946 по 1972 год использовалась маршрутом № 6. Частично демонтирована в 1992 году и окончательно в 2000 году[21][51][52].
    - Действовала как временная с 27 декабря 2012 года по 8 декабря 2013 года в период реконструкции Дворцового моста[53][54][55].
    - C 30 октября 2023 года вновь используется маршрутом № 12, но не имеет контактной сети.

  - Линия по Московскому проспекту от Технологического института до Сенной площади, переулку Гривцова, Казанской улице закрыта 1 июля 1986 года в связи с началом строительства станции метро «Садовая». Движение впоследствии так и не было возвращено. Демонтаж линии выполнен в первой половине 1990-х годов[56].
  - Линии по набережной Обводного канала и Измайловскому проспекту демонтированы в 1991 году[57].
  - Линии по Старо-Петергофскому, Нарвскому, Рижскому проспектам закрыты 1 июня 1994 года в связи с реконструкцией Старо-Петергофского проспекта, после окончания которой движение восстановлено не было[58][59].
  - Кольцо у Витебского вокзала закрыто 4 декабря 1995 года. В настоящий момент от него сохранились крепления контактной сети[60][61].
  - Разворот улица Егорова — 2-я Красноармейская улица — Советский переулок — регулярное движение прекращено с 22 мая 2006 года. Используется в случае невозможности движения к Балтийскому вокзалу, а также укороченными рейсами 17 маршрута[62][63][64]. До 1991 года существовал и другой разворот, со стороны Измайловского проспекта: 1-я Красноармейская улица – Советский переулок – 2-й Красноармейская улица. Сейчас о нём напоминают опоры контактной сети[57].
- Центральный район:
  - Разворот у станции метро «Владимирская» при движении со стороны Владимирского проспекта демонтирован в 1994 году. В случае перекрытия Адмиралтейского и Невского проспектов на площади разворачивается 17 маршрут, осуществляя заезд с юга (со стороны Загородного проспекта)[60][65].
  - Линии по Днепропетровской улице, Курской улице, Лиговскому проспекту, Ковенскому, Озерному переулкам, улице Радищева закрыты в 2007 году из-за строительства автобусно-трамвайной выделенной полосы на Лиговском проспекте, демонтированы в 2009—2010 годах. Движение возобновлено 19 июня 2023 года на троллейбусах с увеличенным автономным ходом[66]. Кроме того, троллейбусное движение по Лиговскому проспекту к северу от одноимённой станции метро останавливалось с 1992 по 1996 год в связи со строительством подземного перехода. Организовывался разворот у Роменской улицы.
  - 100 метров линии маршрута № 17 у Казанского собора от Невского проспекта до переулка Сергея Тюленина демонтированы в июне 2018 года по программе «Чистое небо»[67].
  - К/ст «Адмиралтейский проспект» (левый и правый поворот с Малой Морской улицы на Гороховую улицу при движении со стороны станции метро «Адмиралтейская», линия по Гороховой улице в направлении от Малой Морской улицы к Казанской улице) — не используется в регулярном движении.
  - К/ст «Проспект Бакунина» (поворот с Невского проспекта на проспект Бакунина при движении со стороны площади Александра Невского, линия по проспекту Бакунина в направлении от Полтавской улицы к Невскому проспекту) — используется в случае закрытия движения по Невскому проспекту (например, во время проведения праздничных или спортивных мероприятий)[65].
  - Встречная линия по улицам Чайковского и Потёмкинской закрыта в 1989 году и отключена от сети[68][69][70].
  - Линия по Кирочной улице в направлении от проспекта Чернышевского к Литейному проспекту[69][70] не используется с 20 декабря 1980 года. Участок в направлении от Потёмкинской улицы к проспекту Чернышевского функционировал до декабря 1986 года (с перерывом в марте 1982 – январе 1984)
  - Односторонняя линия по проспекту Чернышевского закрыта в декабре 1986 года, демонтирована в 1996 году[71][72].
  - До 1989 года разворот троллейбусов у Смольного осуществлялся по Суворовскому проспекту и Ярославской улице. В 1989 году линия с Суворовского проспекта была перенесена на Ярославскую улицу с изменением направления движения на ней, а в противоположную сторону была организована линия на улице Бонч-Бруевича. В июле 2002 года линия с Ярославской улицы была перенесена обратно на Суворовский проспект. Вместе с тем была ликвидирована диспетчерская, а отметка маршрута № 5 перенесена на Конногвардейский бульвар[73][74].
  - С 1975 по 1990 год существовала линия по улицам Некрасова и 8-й Советской. Планировалось запустить маршрут, соединяющий Лиговский проспект и Московский вокзал со Смольным, но этот проект не был реализован[75][76][77][78][79][80].
- Петроградский район:
  - Односторонняя линия Большая Зеленина улица — Лодейнопольская улица закрыта в 1981 году[81].
  - Линия по Малому проспекту П.С. от Ординарной улицы до Каменноостровского проспекта закрыта 1 ноября 1985 года[82].
  - Каменноостровский проспект от Большого проспекта П.С. до Большой Пушкарской улицы. До 1 ноября 1985 года движение по Большому проспекту П.С. и Большой Пушкарской улице движение (в том числе троллейбусное) осуществлялось в обратном современному направлении. Изолированные фрагменты контактной сети, включая Каменноостровский проспект, существуют и по сей день.
  - Линия по Левашовскому проспекту от Бармалеевой улицы до Большого Крестовского моста, Петроградской улице, Морскому проспекту, Рюхиной улице, конечная станция «ЦПКиО» — закрыта в 2002 году, в настоящее время демонтирована, за исключением небольшого участка Левашовского проспекта до перекрестка с Чкаловским проспектом[83][84].
  - Линия по Съезжинской улице не используется в регулярном движении. До 5 марта 1974 года использовалась маршрутом № 18.
- Василеостровский район:
  - Линия по улице Нахимова от Наличной улицы до улицы Беринга и конечная станция «Детская улица»[85] закрыты 15 февраля 1983 года[83][86][87].
  - Временная линия по Среднему проспекту В.О. действовала с 14 октября 2016 года по 22 сентября 2017 года во время работ на тепловых сетях на Большом проспекте[88][89]. Часть этой линии (от 22—23 линии до Детской улицы) функционировала с 10 августа 2015 года по 2 августа 2024 года в связи со строительством станции метро «Горный институт»[90].
  - Конечная станция «Площадь Морской Славы» ранее использовалась укороченными рейсами маршрута № 10 в дни проведения выставок в Ленэкспо[91].
- Невский район:
  - Тоннель на проспекте Обуховской Обороны с выездом на мост Александра Невского, Амбарная улица (съезд с моста Александра Невского на Синопскую набережную) — линия использовалась непродолжительное время в начале 1970-х годов 28 маршрутом. Демонтирована только в 1988 году[92][93][94].
  - Линия по улице Бабушкина от бульвара Красных Зорь до улицы Чернова закрыта 18 октября 1984 года в связи с ремонтом улицы, впоследствии так и не была открыта. Окончательно демонтирована к 1994 году[95].
  - Временная линия переулок Матюшенко — Сомов переулок действовала в период реконструкции Володарского моста (с сентября 1988 по январь 1993 года)[94].
  - Линия в боковом проезде Народной улицы у дома № 98 демонтирована в 1990-х годах.
  - Разворот улица Бабушкина — бульвар Красных Зорь — улица Седова, конечная станция на бульваре — не используются в регулярном движении с 1 марта 2006 года. Линия выполняет роль левого поворота с Ивановской улицы на улицу Седова и используется для следования в парк № 3. Также существовала линия на чётной стороне бульвара, демонтированная в 1993 году[95][96].
  - Линия по улице Бехтерева и Хрустальной улице в направлении от площади Бехтерева к улице Профессора Качалова не используется с 8 августа 2005 года. В обратном направлении продолжает курсировать троллейбус № 16[95].
  - Линия по улице Седова между улицами Полярников и Ивановской не используется c 21 сентября 2024 года.
- Красногвардейский район:
  - Линия по проспектам Наставников и Энтузиастов (между проспектом Косыгина и Индустриальным проспектом) не используется в маршрутном движении с 1 января 2007 года[97].
  - Линия по Хасанской улице от одноименной конечной до Индустриального проспекта не используется с 3 сентября 2018 года в связи с продлением маршрута № 43 до улицы Дыбенко[97].
- Выборгский район:
  - Линии по улицам Кронверкской, Большой Монетной, Чапаева, Гренадерской, Боткинской, Комиссара Смирнова, Гренадерскому мосту, Большому Сампсониевскому, Лесному проспектам — маршрутное движение прекращено осенью 2000 года в связи с демонтажом линии в Финском переулке (с последующей организацией пешеходной зоны в нём) и утратой возможности заезда на площадь Ленина со стороны Лесного проспекта[83][98]. В связи с введением одностороннего движения на Большой Монетной улице фактически линия используется только в одном направлении (от площади Ленина к Петроградской стороне) для выдачи троллейбусов из парка № 2 на маршруты № 9 и № 11 (возможность проезда сохранена благодаря односторонней линии на Боткинской улице). Разворот улица Академика Лебедева — улица Комиссара Смирнова — Лесной проспект используется маршрутом № 15 в случае невозможности движения по своей основной трассе к Смольному[99][100].
  - Линии по 1-му Муринскому проспекту, Лесному проспекту (до пересечения с Кантемировской улицей), улицам Карбышева (от Новороссийской улицы до 1-го Муринского проспекта) и Политехнической (от улицы Карбышева до Новороссийской улицы) не используются в маршрутном движении с 24 марта 2003 года[98].
  - Суздальский проспект от Светлановского проспекта до проспекта Культуры, Придорожная аллея от проспекта Культуры до проспекта Художников — не используются в регулярном сообщении с мая 2000 года[101].
  - Троллейбусное кольцо на улице Жака Дюкло между домами 8 корпус 1 и 14 в разные годы использовалось под оборот троллейбусов нескольких маршрутов, следующих от Политехнической улицы (например, 21 маршрута в первой половине 1990-х годов), а также технических троллейбусов двух парков, 6-го и СТТП[80][93][98][102][103][104].
  - Линия по проспекту Энгельса от Светлановской площади до Новороссийской улицы является служебной и используется нулевыми рейсами маршрута № 9, а также парковыми рейсами маршрутов № 9 и № 31.
  - Конечная на пересечении Лесного проспекта и Литовской улицы работала в 1981—1984 годах во время строительства подземного перехода у станции метро «Выборгская». Впрочем, 17 декабря 1986 года движение по Лесному проспекту было вновь перекрыто, из-за строительства подземного перехода у следующей станции, «Лесная». На всём протяжении проспекта движение возобновилось лишь в августе 1996 года[98][105][106].
  - В конце 70-х годов действовала односторонняя линия Рашетова улица — проспект Энгельса — проспект Тореза, использовавшаяся для оборота троллейбуса № 13[107][108]. На проспекте Тореза участок этой линии сохранен в качестве фидера[109].
  - Линия по проспекту Просвещения от улицы Хошимина до улицы Композиторов, к/ст «Улица Жени Егоровой» не используются с 4 марта 2024 года.
  - Линия по улице Есенина от проспекта Просвещения до Придорожной аллеи не используется с 16 июля 2025 года.
- Калининский район:
  - Линии по улицам Чугунной и Арсенальной (на участке от Чугунной и Минеральной улицы) являются служебными для следования в парк № 2 или из него.
  - Улица Гидротехников — линия на всем протяжении улицы не используется для регулярного движения, до мая 2000 года и зимой 2006—2007 годов использовалась троллейбусом 30 маршрута[101].
- Кировский район:
  - Краснопутиловская улица от Комсомольской площади до площади Конституции. Движение прекращено 27 декабря 2000 года в связи с началом электрификации железной дороги до порта. Участок между Автовской и Кубинской улицей демонтирован в 2004 году, линия от площади Конституции у дома № 56 заканчивается тупиком[110].
  - Разворотное кольцо на бульваре Новаторов ранее использовалось укороченными рейсами маршрута № 45[72].
- Московский район:
  - Линия по Московскому проспекту от Кузнецовской улицы до Московской площади не используется в регулярном движении с августа 1987 года. С 18 марта по 31 декабря 2006 года по данной линии курсировал маршрут № 24А, введённый на время ремонта трамвайных путей.
  - Линии по проспекту Юрия Гагарина от Благодатной до Кузнецовской улицы и Сызранской улице использовались как служебные линии к троллейбусному парку № 1 до его закрытия и переезда 10 июля 2011 года. В настоящее время на его месте находится управление СПбГУП «Горэлектротранс».

Некоторые неиспользуемые кольца и линии могут использоваться при ремонтах или для оперативного разворота в случае ДТП и нештатных ситуаций.

### Конечные станции и разворотные кольца
Синим  цветом обозначены конечные без контактной сети.

#### Действующие
| №  | Название                                     | Район             | Маршруты           | Наличие диспетчерской |
| -- | -------------------------------------------- | ----------------- | ------------------ | --------------------- |
| 1  | Арцеуловская аллея                           | Приморский        | 23                 | Нет                   |
| 2  | Плесецкая улица                              | Приморский        | 2, 50              | Нет                   |
| 3  | Парашютная улица                             | Приморский        | 52                 | Нет                   |
| 4  | Орлово-Денисовский проспект                  | Приморский        | 21                 | Нет                   |
| 5  | Улица Шаврова                                | Приморский        | 2                  | Да                    |
| 6  | Старая Деревня                               | Приморский        | 23, 25, 40, 52     | Да                    |
| 7  | Улица Генерала Хрулёва                       | Приморский        | 25                 | Нет                   |
| 8  | Чёрная речка                                 | Приморский        | 6                  | Нет                   |
| 9  | Толубеевский проезд                          | Выборгский        | 51                 | Нет                   |
| 10 | Придорожная аллея                            | Выборгский        | 4                  | Да                    |
| 11 | Тихорецкий проспект                          | Выборгский        | 34, 50             | Да                    |
| 12 | Площадь Академика Климова                    | Выборгский        | 18                 | Нет                   |
| 13 | Светлановский проспект/ Суздальский проспект | Калининский       | 6, 21, 38, 40, 51  | Да                    |
| 14 | Северный проспект                            | Калининский       | 31                 | Да                    |
| 15 | Площадь Мужества                             | Калининский       | 4,                 | Нет                   |
| 16 | Ручьи                                        | Калининский       | 8, 16, 18          | Да                    |
| 17 | Площадь Ленина                               | Калининский       | 38, 43             | Нет                   |
| 18 | Улица Маршала Тухачевского                   | Красногвардейский | 1, 3               | Да                    |
| 19 | Таллинская улица                             | Красногвардейский | 7                  | Да                    |
| 20 | Хасанская улица                              | Красногвардейский | 22                 | Да                    |
| 21 | Улица Кораблестроителей                      | Василеостровский  | 9, 10, 11, 12, 28  | Да                    |
| 22 | Университет                                  | Василеостровский  | 28                 | Нет                   |
| 23 | Ординарная улица                             | Петроградский     | 1                  | Нет                   |
| 24 | Петроградская                                | Петроградский     | 9, 34              | Нет                   |
| 25 | Спортивная                                   | Петроградский     | 31                 | Нет                   |
| 26 | Петровская площадь                           | Петроградский     | 7                  | Нет                   |
| 27 | Конногвардейский бульвар                     | Адмиралтейский    | 5                  | Да                    |
| 28 | Площадь Труда                                | Адмиралтейский    | 22                 | Нет                   |
| 29 | Балтийский вокзал                            | Адмиралтейский    | 3, 8               | Нет                   |
| 30 | Казанский собор                              | Центральный       | 17                 | Да                    |
| 31 | Московский вокзал                            | Центральный       | 42                 | Нет                   |
| 32 | Литейный проспект                            | Центральный       | 33                 | Нет                   |
| 33 | Новгородская улица                           | Центральный       | 10                 | Нет                   |
| 34 | Смольный                                     | Центральный       | 5, 11, 12, 15      | Нет                   |
| 35 | Площадь Александра Невского                  | Центральный       | 14                 | Нет                   |
| 36 | Площадь Бехтерева                            | Невский           | 16                 | Нет                   |
| 37 | Проспект Солидарности                        | Невский           | 28, 33             | Да                    |
| 38 | Река Оккервиль                               | Невский           | 14, 27, 43         | Да                    |
| 39 | Московские ворота                            | Московский        | 24, 26, 44         | Нет                   |
| 40 | Электросила                                  | Московский        | 36, 39             | Нет                   |
| 41 | Сызранская улица                             | Московский        | 15                 | Да                    |
| 42 | Площадь Конституции                          | Московский        | 27                 | Нет                   |
| 43 | Улица Костюшко                               | Московский        | 17                 | Нет                   |
| 44 | Московская                                   | Московский        | 47                 | Нет                   |
| 45 | Звёздная улица                               | Московский        | 24, 45             | Да                    |
| 46 | Купчино                                      | Фрунзенский       | 39                 | Да                    |
| 47 | Малая Балканская улица                       | Фрунзенский       | 47                 | Да                    |
| 48 | Сортировочная                                | Фрунзенский       | 26, 29, 35, 36, 42 | Да                    |
| 49 | Нарвская                                     | Кировский         | 20                 | Нет                   |
| 50 | Улица Васи Алексеева                         | Кировский         | 41, 48             | Да                    |
| 51 | Проспект Ветеранов                           | Кировский         | 37                 | Нет                   |
| 52 | Троллейбусный парк № 1                       | Кировский         | 32, 46             | Да                    |
| 53 | Улица Солдата Корзуна                        | Красносельский    | 29                 | Нет                   |
| 54 | Авангардная улица                            | Красносельский    | 20, 44             | Да                    |
| 55 | Проспект Героев                              | Красносельский    | 35, 45, 48         | Нет                   |
| 56 | Улица Пионерстроя                            | Красносельский    | 37                 | Да                    |
| 57 | Балтийский бульвар                           | Красносельский    | 32                 | Нет                   |
| 58 | Улица Адмирала Черокова                      | Красносельский    | 41                 | Нет                   |
| 59 | Сергиево                                     | Красносельский    | 46                 | Нет                   |

#### Резервные и служебные
| №  | Название                 | Район             |
| -- | ------------------------ | ----------------- |
| 1  | Глухарская улица         | Приморский        |
| 2  | Комендантский проспект   | Приморский        |
| 3  | Светлановская площадь    | Выборгский        |
| 4  | Улица Жака Дюкло         | Выборгский        |
| 5  | Улица Жени Егоровой      | Выборгский        |
| 6  | Площадь Калинина         | Калининский       |
| 7  | Улица Комиссара Смирнова | Калининский       |
| 8  | Ладожская                | Красногвардейский |
| 9  | Площадь Морской Славы    | Василеостровский  |
| 10 | Съезжинская улица        | Петроградский     |
| 11 | Бармалеева улица         | Петроградский     |
| 12 | Советский переулок       | Адмиралтейский    |
| 13 | Адмиралтейский проспект  | Центральный       |
| 14 | Владимирская площадь     | Центральный       |
| 15 | Проспект Бакунина        | Центральный       |
| 16 | Проспект Большевиков     | Невский           |
| 17 | Станция Нева             | Невский           |
| 18 | Бульвар Красных Зорь     | Невский           |
| 19 | Ломоносовская            | Невский           |
| 20 | Камчатская улица         | Фрунзенский       |
| 21 | Софийская улица          | Фрунзенский       |
| 22 | Ленинский проспект       | Кировский         |
| 23 | Комсомольская площадь    | Кировский         |
| 24 | Автовский ДСК            | Кировский         |

## Маршруты

### Действующие
В Санкт-Петербурге действует 48 троллейбусных маршрутов. Во время ограничений движения в центре маршруты, проходящие через Невский проспект и прилегающие улицы, могут быть изменены.
 Голубым  обозначены маршруты с использованием увеличенного автономного хода.
| №  | Конечные пункты                                      | Парк    | Примечание                                     |
| -- | ---------------------------------------------------- | ------- | ---------------------------------------------- |
| 1  | Улица Маршала Тухачевского — Ординарная улица        | 2, 3    |                                                |
| 2  | Улица Шаврова — Плесецкая улица                      | 6       |                                                |
| 3  | Улица Маршала Тухачевского — Балтийский вокзал       | 2       |                                                |
| 4  | Придорожная аллея — Площадь Мужества                 | СТТП    |                                                |
| 5  | Конногвардейский бульвар — Смольный                  | 2       |                                                |
| 6  | Светлановский проспект — Чёрная речка                | СТТП    |                                                |
| 7  | Таллинская улица — Петровская площадь                | 3       |                                                |
| 8  | Ручьи — Балтийский вокзал                            | 2, СТТП |                                                |
| 9  | Улица Кораблестроителей — Петроградская              | 2, 6    |                                                |
| 10 | Улица Кораблестроителей — Новгородская улица         | 3       |                                                |
| 11 | Улица Кораблестроителей — Смольный                   | 2, 3    | По Невскому проспекту и Дворцовому мосту       |
| 12 | Улица Кораблестроителей — Смольный                   | 2, 3    | По Литейному проспекту и Благовещенскому мосту |
| 14 | Река Оккервиль — Площадь Александра Невского         | 3       |                                                |
| 15 | Сызранская улица — Смольный                          | 1, 2    |                                                |
| 16 | Ручьи — Площадь Бехтерева                            | 2, СТТП |                                                |
| 17 | Улица Костюшко — Казанский собор                     | 1       |                                                |
| 18 | Ручьи — Площадь Академика Климова                    | 2, СТТП |                                                |
| 20 | Авангардная улица — Нарвская                         | 1       |                                                |
| 21 | Светлановский проспект — Орлово-Денисовский проспект | СТТП    |                                                |
| 22 | Хасанская улица — Площадь Труда                      | 2, 3    |                                                |
| 23 | Старая Деревня — Арцеуловская аллея                  | 6       |                                                |
| 24 | Звёздная улица — Московские ворота                   | 1       |                                                |
| 25 | Старая Деревня — улица Генерала Хрулёва              | 6       |                                                |
| 26 | Сортировочная — Московские ворота                    | 1       |                                                |
| 27 | Река Оккервиль — Площадь Конституции                 | 3       |                                                |
| 28 | Улица Кораблестроителей — Университет                | 3       |                                                |
| 29 | Сортировочная — Улица Солдата Корзуна                | 1, 3    |                                                |
| 31 | Северный проспект — Спортивная                       | СТТП, 6 |                                                |
| 32 | Троллейбусный парк № 1 — Балтийский бульвар          | 1       |                                                |
| 33 | Проспект Солидарности — Литейный проспект            | 2       |                                                |
| 34 | Тихорецкий проспект — Петроградская                  | 6       | По будням                                      |
| 35 | Сортировочная — Проспект Героев                      | 1       |                                                |
| 36 | Сортировочная — Электросила                          | 1       | По будням                                      |
| 37 | Улица Пионерстроя — Проспект Ветеранов               | 1       |                                                |
| 38 | Светлановский проспект — Площадь Ленина              | 2, СТТП |                                                |
| 39 | Купчино — Электросила                                | 1       |                                                |
| 40 | Светлановский проспект — Старая Деревня              | 6       |                                                |
| 41 | Улица Васи Алексеева — Улица Адмирала Черокова       | 1       |                                                |
| 42 | Сортировочная — Московский вокзал                    | 1, 3    |                                                |
| 43 | Река Оккервиль — Площадь Ленина                      | 2, 3    |                                                |
| 44 | Авангардная улица — Московские ворота                | 1       |                                                |
| 45 | Звёздная улица — Проспект Героев                     | 1       |                                                |
| 46 | Троллейбусный парк № 1 — Сергиево                    | 1       |                                                |
| 47 | Малая Балканская улица — Московская                  | 1       |                                                |
| 48 | Улица Васи Алексеева — Проспект Героев               | 1       |                                                |
| 50 | Тихорецкий проспект — Плесецкая улица                | 6       |                                                |
| 51 | Светлановский проспект — Толубеевский проезд         | СТТП    |                                                |
| 52 | Старая Деревня — Парашютная улица                    | 6       |                                                |

### Закрытые и временно вводившиеся
- 3А.   Балтийский вокзал — Казанский собор. Работал c 11 января по 10 марта 2010 года во время ремонта эскалаторов на станции метро «Балтийская» по будням в часы пик.
- 10А. Улица Кораблестроителей — Площадь Морской Славы. С 2000 по 2021 год работал в дни проведения выставок в Ленэкспо[115].
- 13. Придорожная аллея — Светлановский проспект. Закрыт 16 июля 2025 года. Заменён более длинным маршрутом № 51.
- 19. Улица Маршала Тухачевского —   Витебский вокзал. Закрыт 4 декабря 1995 года в связи с необходимостью усиления движения в районе размыва и нехваткой подвижного состава.
- 20A. Улица Васи Алексеева — Кронштадтская площадь. Работал с 1 мая по 6 июля 2023 года во время ремонта трамвайных путей на Кронштадтской улице[116].
- 22А. Хасанская улица —  Ладожская. В 2014—2018 годах запускался трижды из-за реконструкции трамвайных линий на проспектах Наставников и Косыгина[117], также работал зимой 2023 года из-за ремонта путей на Заневской площади.
- 24А. Звёздная улица —  Московские ворота. Существовал с 18 марта по 31 декабря 2006 года. В отличие от маршрута № 24 следовал по Московскому проспекту, а не по проспекту Космонавтов.
- 25А. Улица Уточкина — улица Генерала Хрулёва. Закрыт 30 декабря 1989 года.
- 29А.  Московские ворота — улица Костюшко. Закрыт в июле 1970 года.
- 30. Северный проспект — Северный проспект (кольцевой в обе стороны). Закрыт в мае 2000 года. Также работал по будням с 20 декабря 2006 по февраль 2007 года на участке от Северного до Тихорецкого проспекта через улицу Гидротехников во время ремонта трамвайных путей на проспекте Науки, имел низкий пассажиропоток.
- 31А. Северный проспект — площадь Академика Климова. Закрыт 5 июня 2004 года.
- 45А. Проспект Героев — Троллейбусный парк № 1. Последний раз работал 13, 14, 20 и 21 августа 2022 года. В 1990—2015 годах работал регулярно по будням в утренние часы пик.
- 48А. Улица Васи Алексеева —  Нарвская. Закрыт 2 декабря 2002 года.
- 49. Хасанская улица — Литейный проспект. Закрыт 1 января 2007 года.

## Подвижной состав

### Актуальный

#### Одиночные
- ВМЗ-5298.01
- ВМЗ-5298.01-50 «Авангард»
- БКМ 321
- БКМ 321 «Ольгерд»
- БКМ 32100D
- БКМ 32100D «Ольгерд»
- Тролза-5265.00 «Мегаполис»
- Тролза-5265.02 «Мегаполис»
- Тролза-5265.08 «Мегаполис»
- ПКТС-6281.00 «Адмирал»
- Синара 6254

#### Сочленённые
- ВМЗ-62151 «Премьер»
- ВМЗ-6215.01
- АКСМ-433 «Vitovt Max II»[5]

### Исторический
- ЯТБ-1 (1936—1959);
- ЛК-5 (1937—1941);
- ЯТБ-4 (1940—1957);
- Ленинград-1 (1958—1970, приблизительно);
- МТБ-82 (1946—1975);
- СВАРЗ (две машины, подарок городу от Москвы к 250-летию Ленинграда; 1957—1969);
- ТБУ-1 — одна машина (1960—1969);
- ВАРЗ-1 — одна сочленённая машина (1960—1975);
- ЗиУ-5 (1960—1993);
- С 1982[16] по 21 октября 2002 года эксплуатировались более 111 троллейбусных поездов[13], состоящих из двух троллейбусов ЗиУ-9, соединённых по системе Владимира Веклича[12]. Последние троллейбусные поезда использовались на маршруте № 25;
- УТТЗ-6241-10 «Горожанин» (июнь—октябрь 2018 года);
- Тролза-62052.01 [62052Б] (2003—2018);
- ВМЗ-170 (2006—2020);
- БТЗ-5276-04 (2002—2020);
- ЗиУ-682 (1972—2020);
- БТЗ-52011 (1999—2020);
- ВЗТМ-5284 (2003—2022);
- ЗиУ-683БМ1 (1989—2022);
- Тролза-62052.02 [62052В] (2005—2023);
- ВМЗ-6215 (2005—2023);
- БТЗ-52768Т (2013—2023);
- ПТЗ-5283 (2000—2023);
- ВЗТМ-5284.02 (2004—2023);
- ВМЗ-5298 (2001—2023);
- Тролза-5275.03 «Оптима» (2011—2023)[5] ;
- Тролза-6206.01 «Мегаполис» (2010—2024);
- МТрЗ-6223-0000010 (2011-2024).

### Фотогалерея

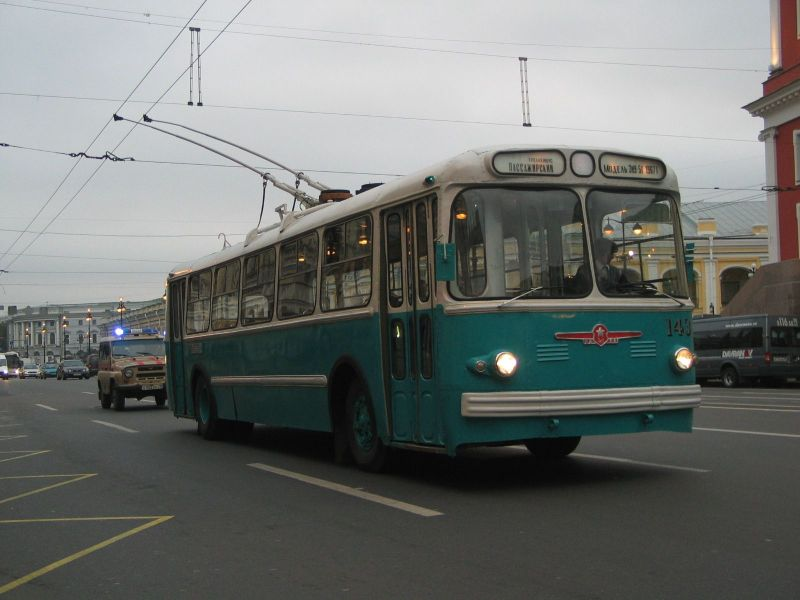
ЗИУ-5 на Невском проспекте
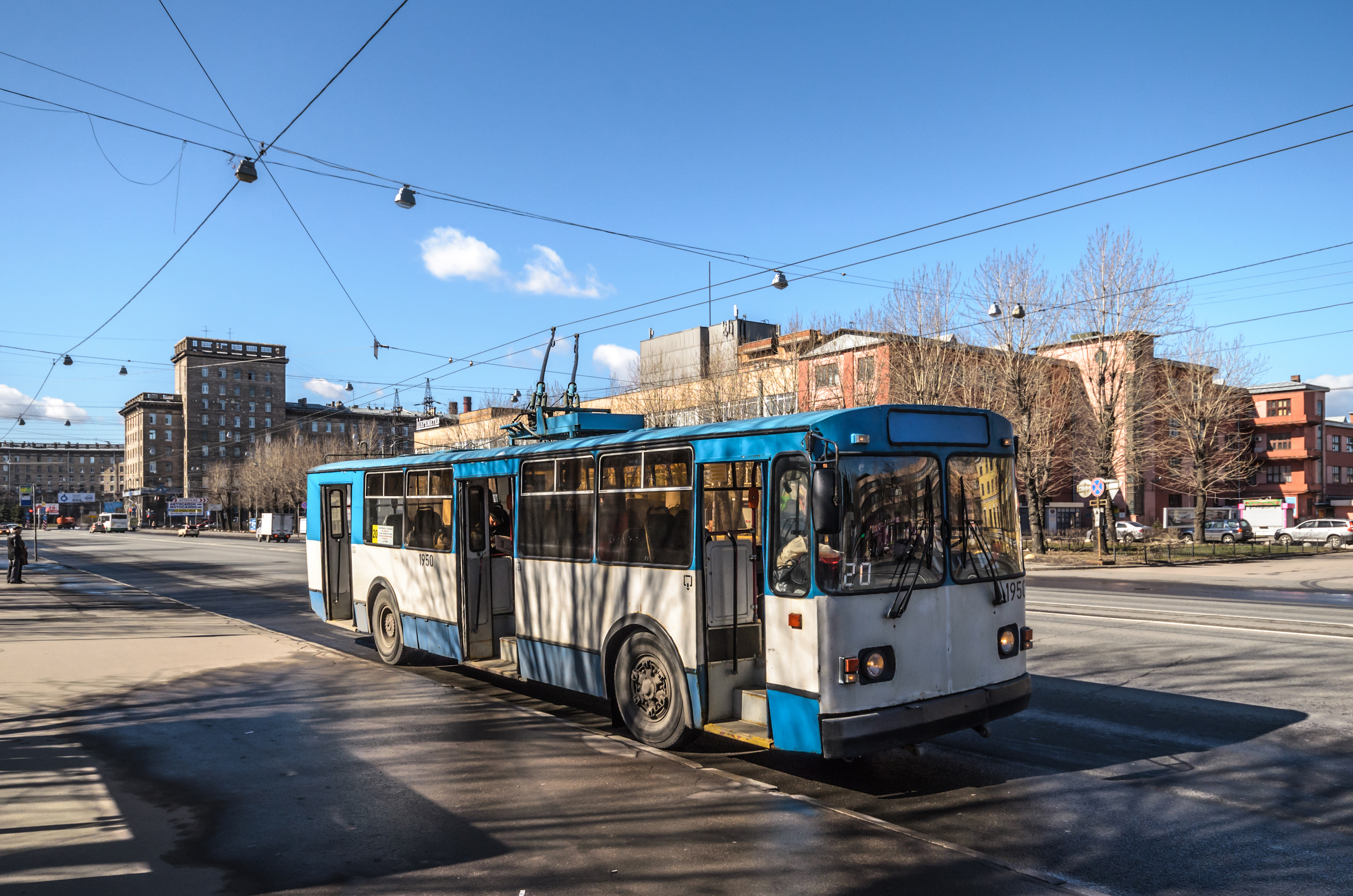
ЗиУ-682Г-012 2000 года выпуска на проспекте Стачек. Списан в 2015 году
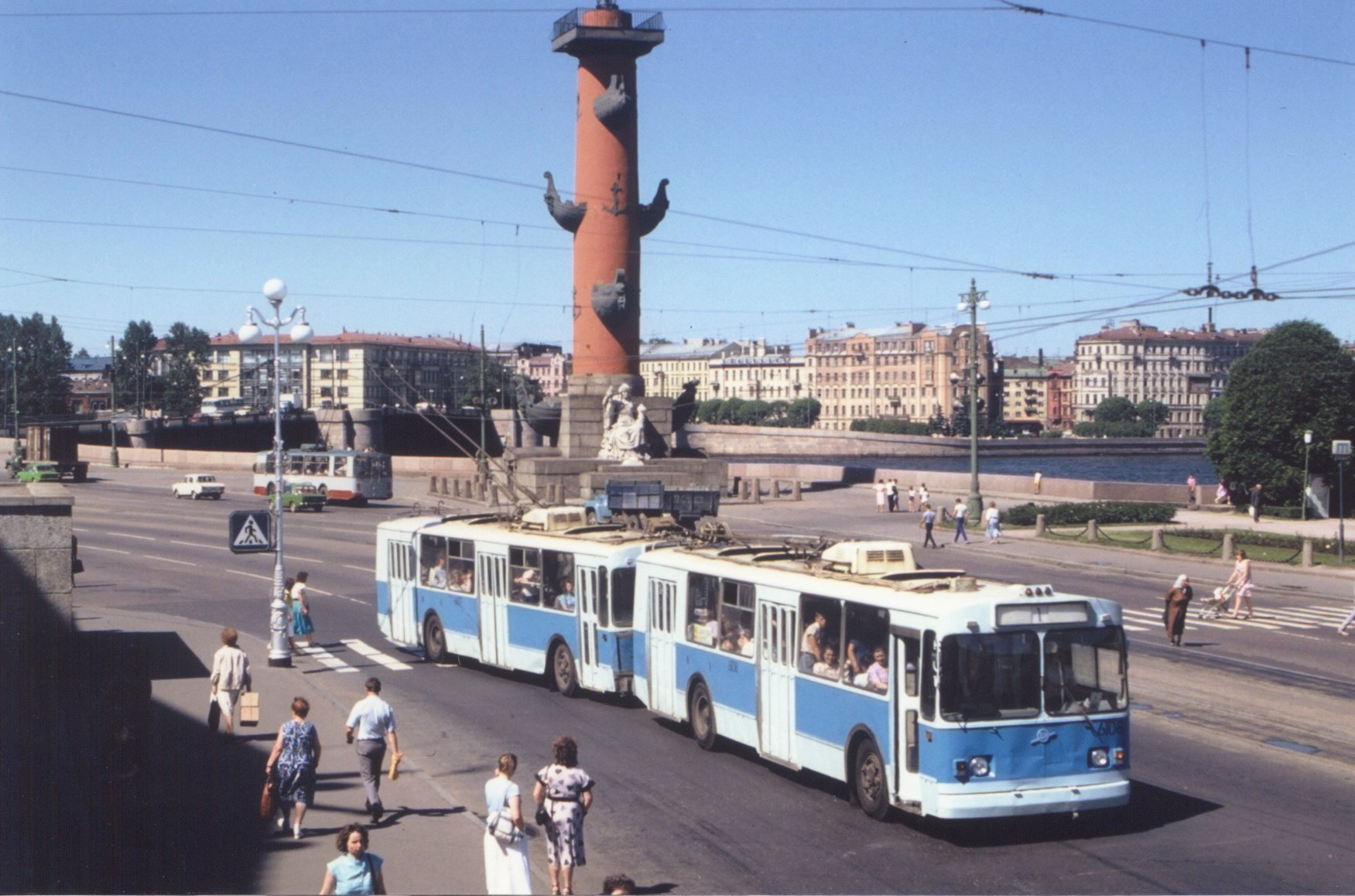
Поезд[13] из двух троллейбусов ЗиУ-9, соединенных по системе Владимира Веклича[12] на Биржевой площади, 1987 год
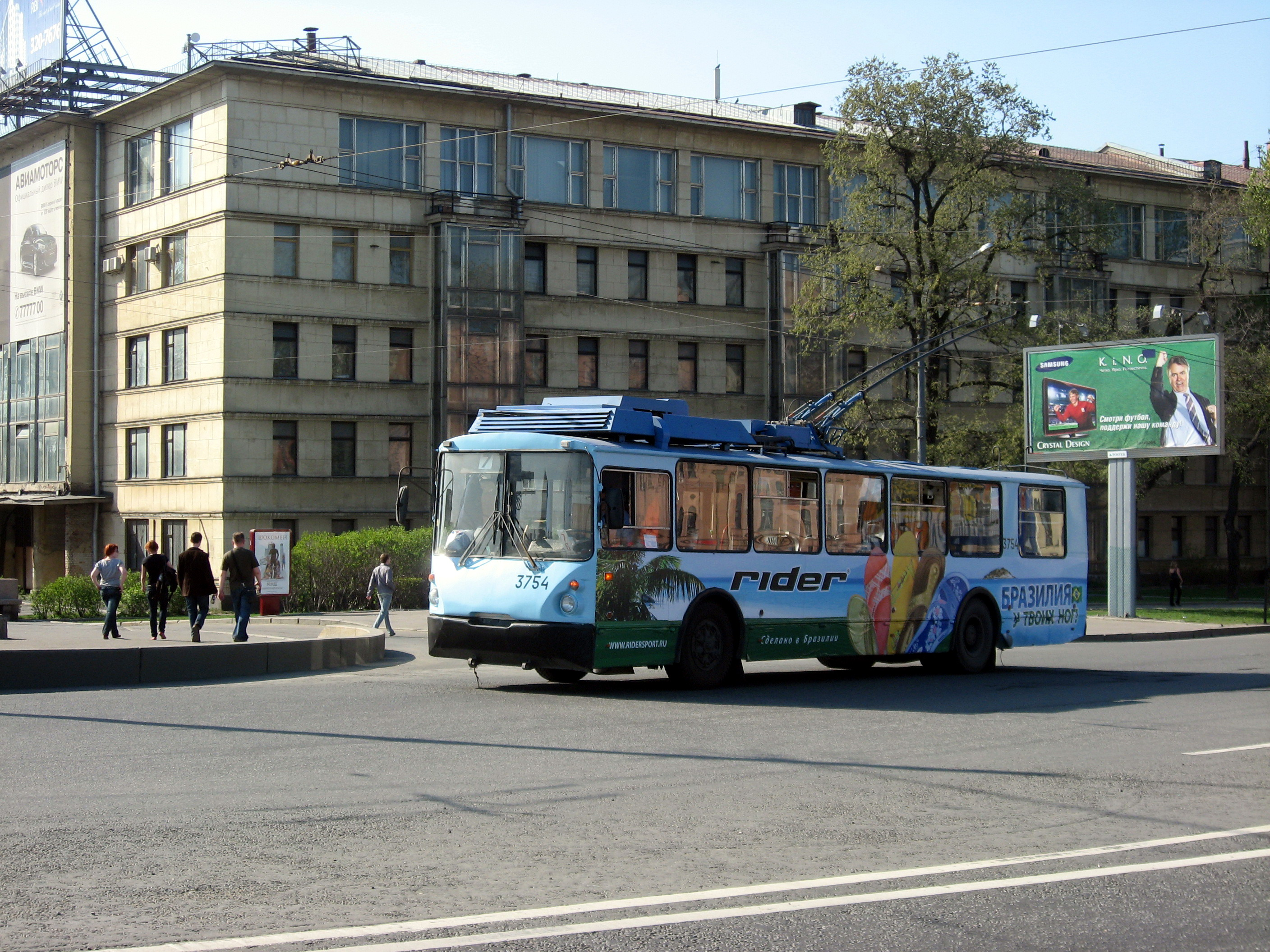
ВЗТМ-5284 на проспекте Добролюбова, 2008 год
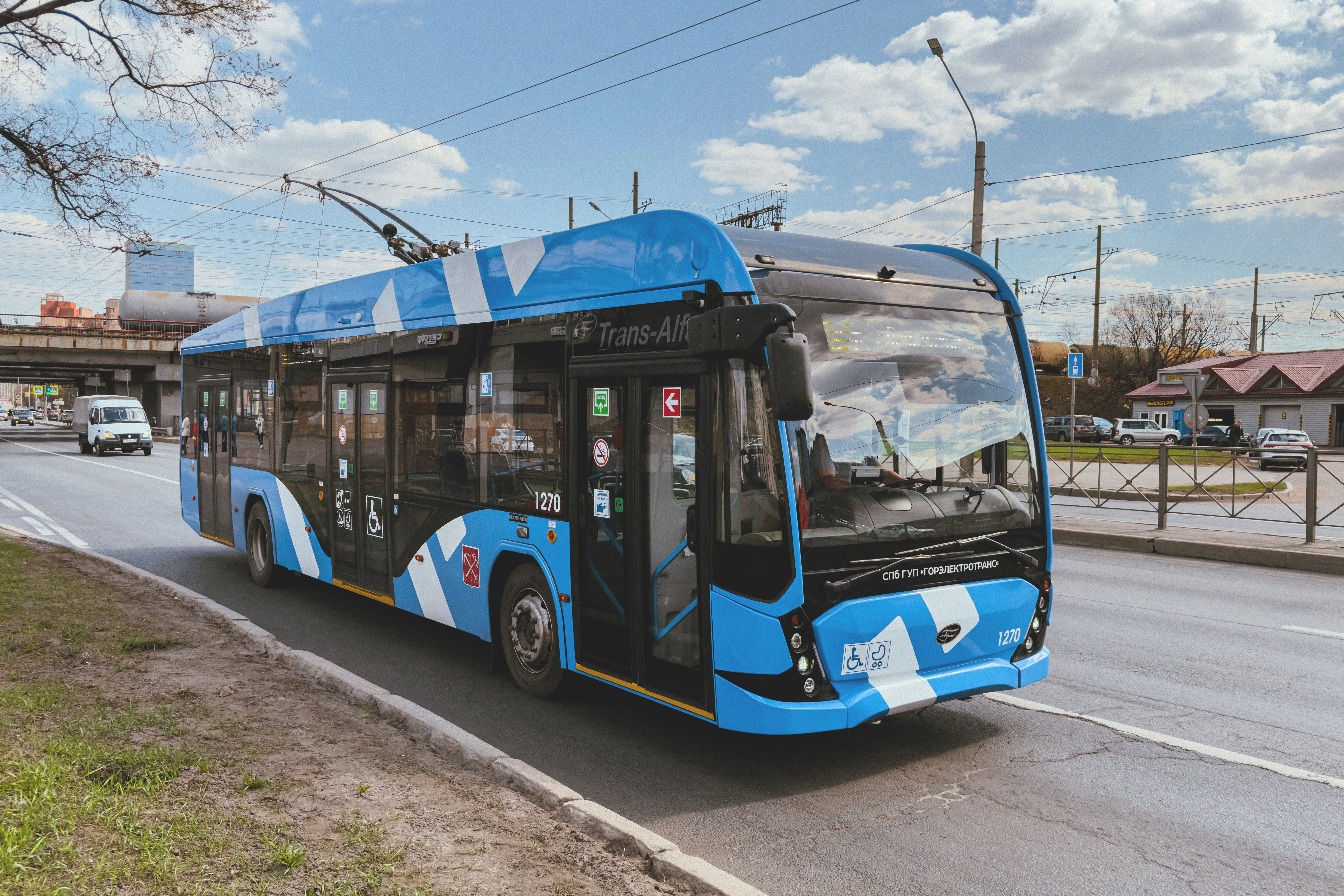
ВМЗ-5298.01-50 «Авангард»  на Ленинском проспекте, 2023 год
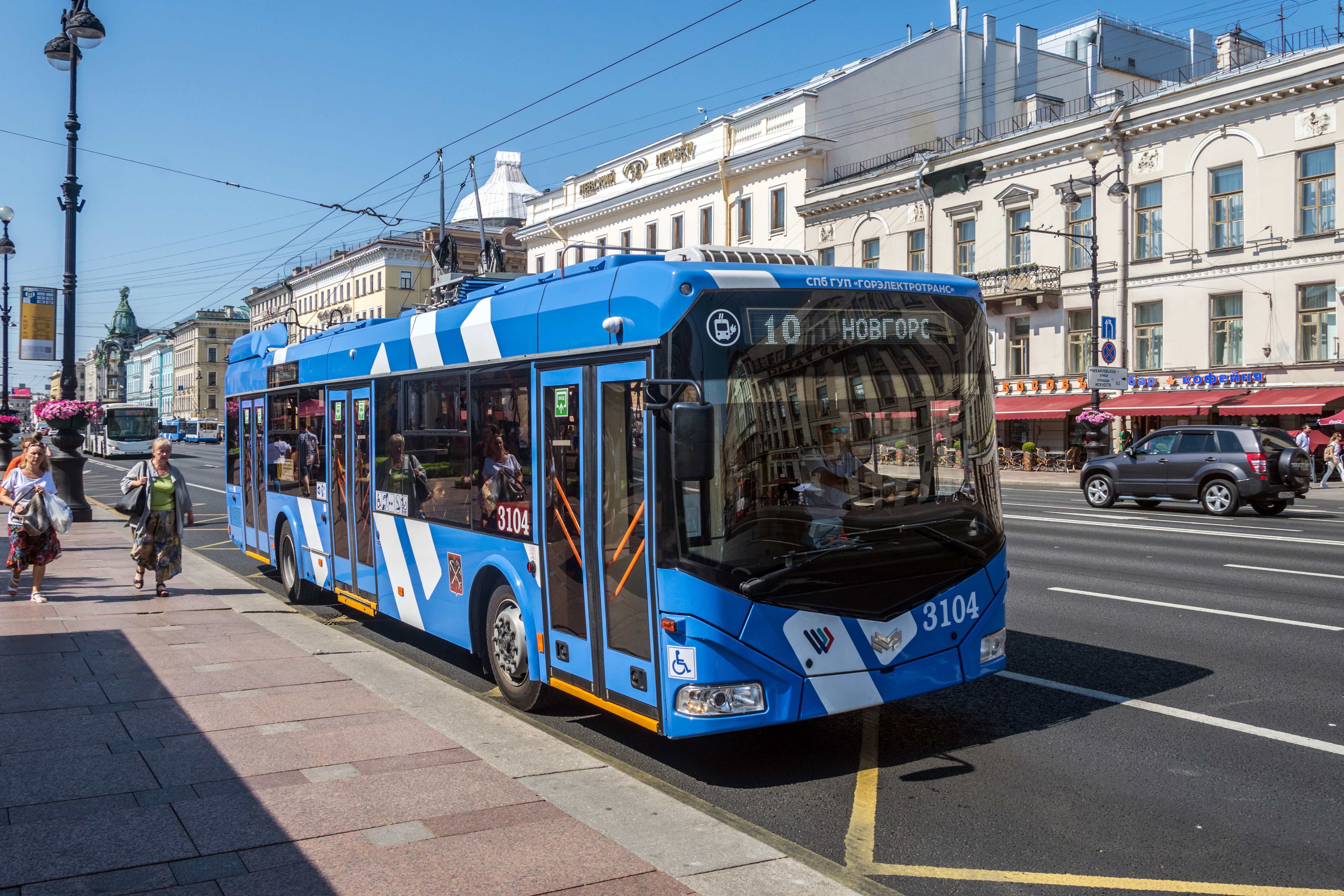
БКМ-32100D (АКСМ)  на Невском проспекте, 2018 год
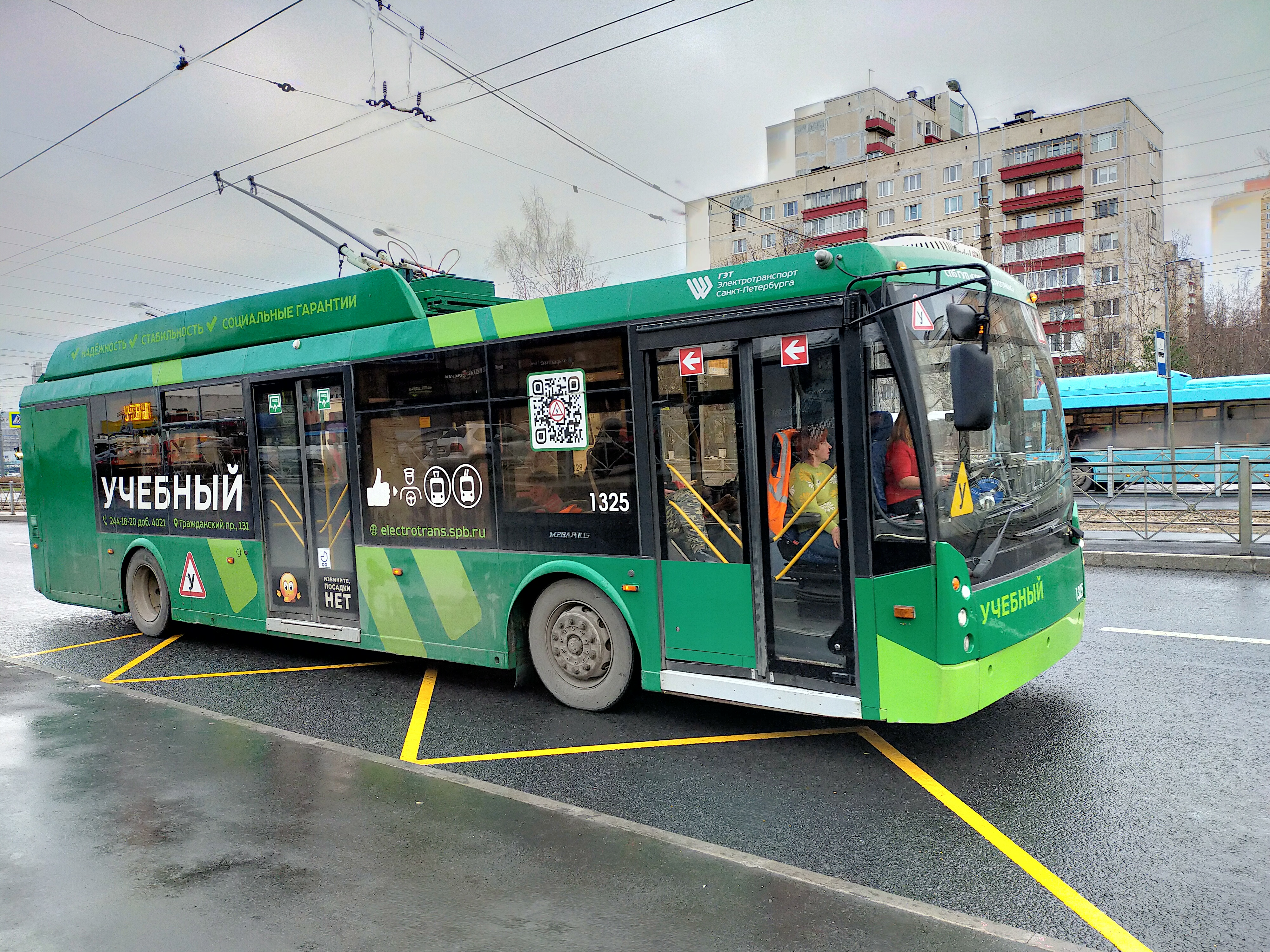
Учебный троллейбус Тролза-5265.00 «Мегаполис»  СПб ГУП «Горэлектротранс»
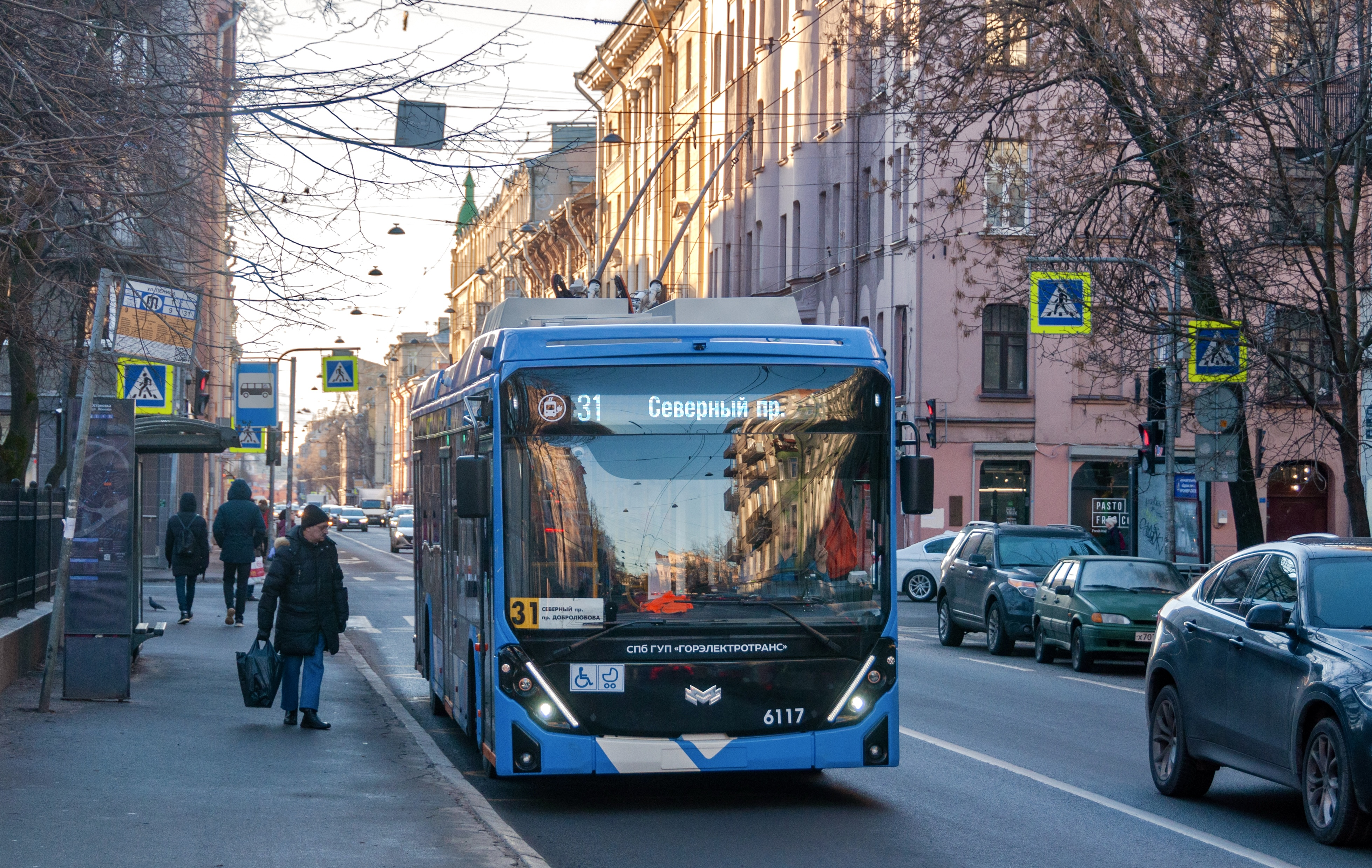
БКМ-32100D (АКСМ) «Ольгерд»  на маршруте 31, 2022 год
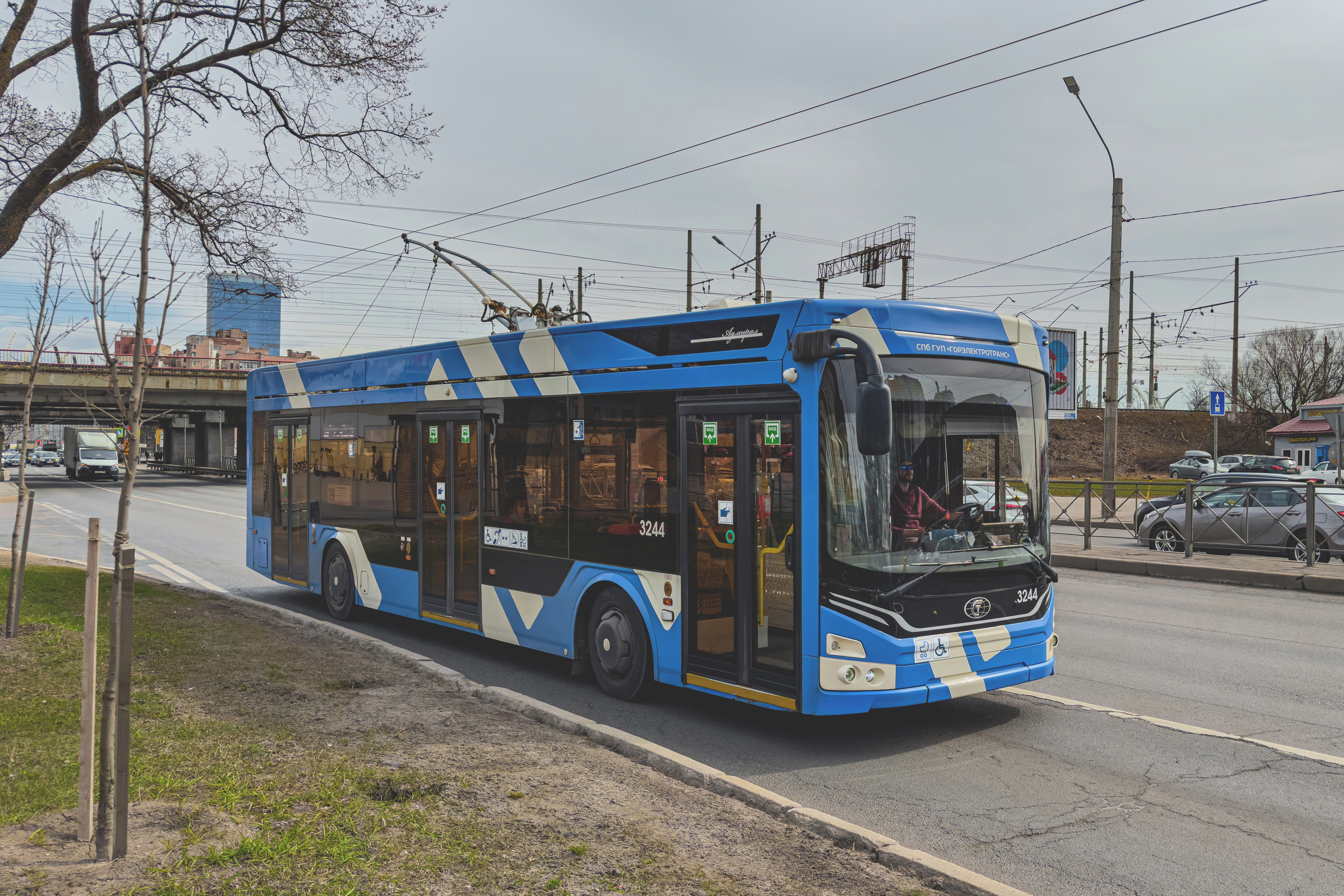
ПКТС-6281 «Адмирал»  на Ленинском проспекте, 2023 год
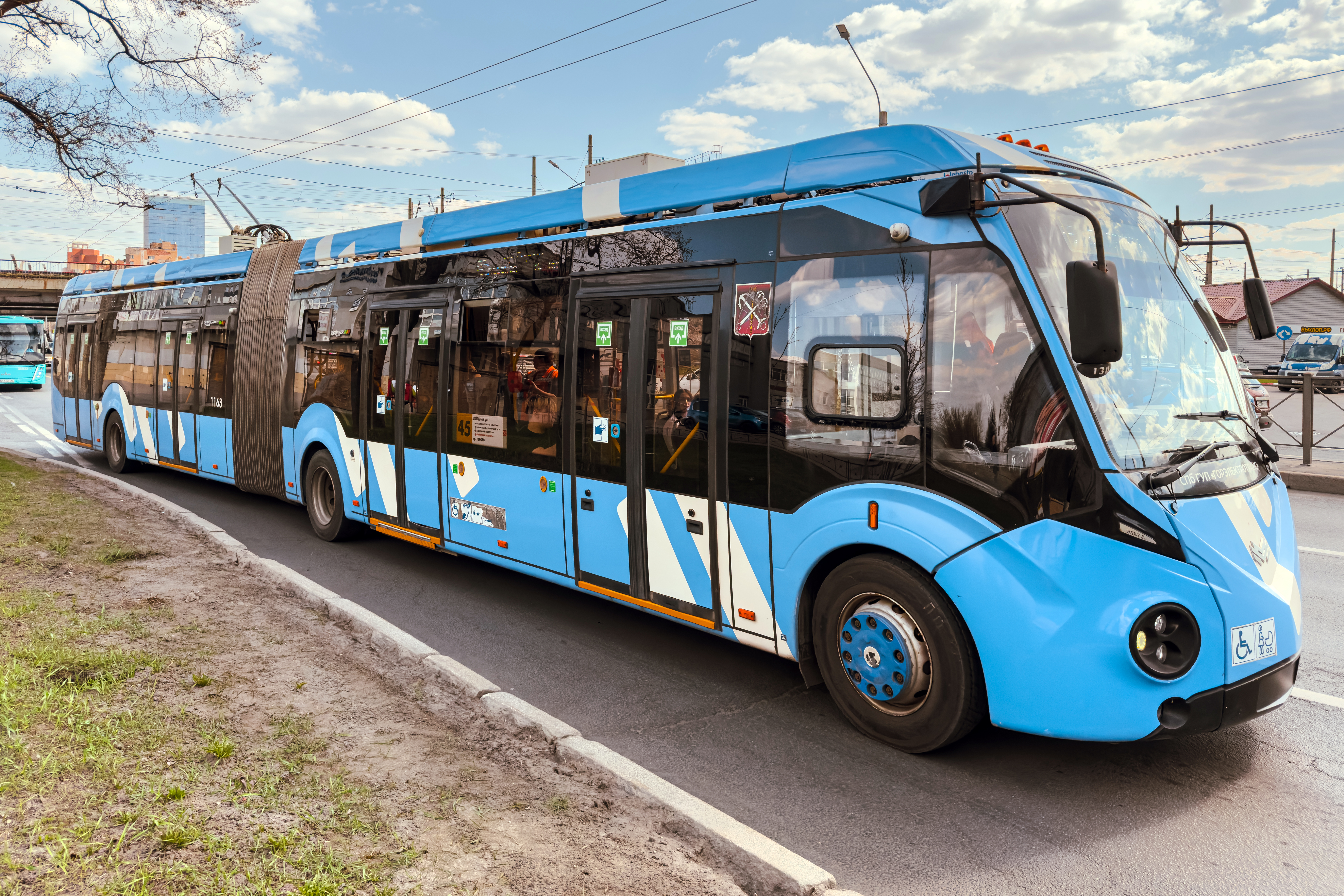
АКСМ-433 «Vitovt Max II» , на Ленинском проспекте, 2023 год

## Троллейбусные парки

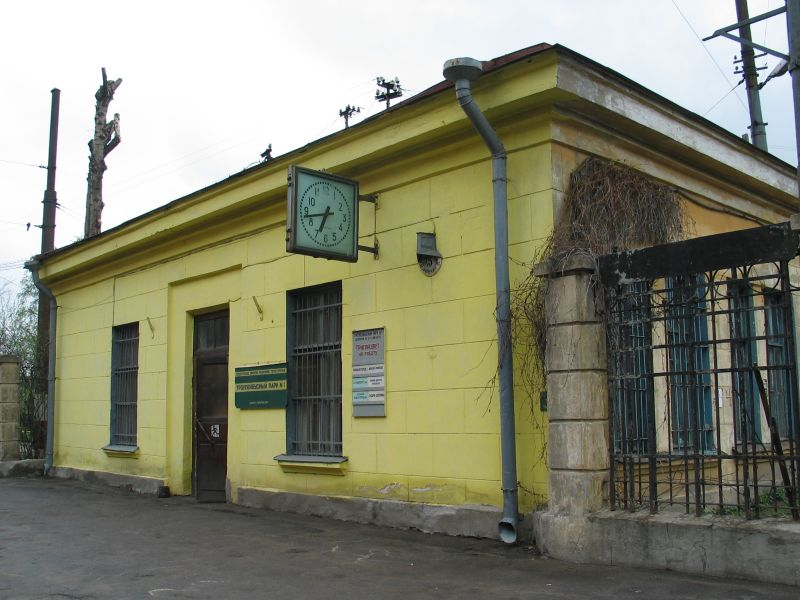
Проходная бывшего троллейбусного парка № 1

Троллейбусы Санкт-Петербурга обслуживаются четырьмя троллейбусными парками и одним совмещенным трамвайно-троллейбусным парком. До открытия в 1940 году первого троллейбусного парка для размещения и ремонта троллейбусов использовался трамвайный парк № 4.
- Троллейбусный парк № 1 (закрыт) был открыт в 1940 году на Сызранской ул., 15 (59°52′47″ с. ш. 30°20′22″ в. д.HGЯO), расформирован 10 июля 2011 года. В настоящее время на его территории располагается управление СПб ГУП «Горэлектротранс».
- Троллейбусный парк № 1 (Ленинский пр., 140, к. 2). Открыт в феврале 1972 года как троллейбусный парк № 4. После закрытия парка на Сызранской улице получил номер 1. Обслуживает маршруты 15, 17, 20, 24, 26, 27, 29, 32, 35, 36, 37, 39, 41, 42, 44, 45, 46, 47, 48. 59°51′25″ с. ш. 30°17′08″ в. д.HGЯO
- Троллейбусный парк № 2 (Арсенальная ул., 27). Открыт в конце 1952 года. Изначально задумывался как трамвайный парк, но в итоге был сдан в эксплуатацию как троллейбусный. В 2003 году был объединён с троллейбусным парком № 3 и стал именоваться площадкой № 2 троллейбусного парка № 3. 1 августа 2019 года вновь стал самостоятельным парком. Обслуживает маршруты 1, 3, 5, 8, 9, 11, 12, 15, 16, 18, 22, 33, 38, 43. 59°58′11″ с. ш. 30°21′58″ в. д.HGЯO
- Троллейбусный парк № 3 (ул. Седова, 7). Открыт в 1965 году. Обслуживает маршруты  1, 7, 10, 11, 12, 14, 16, 22, 27, 28, 29, 42, 43.59°54′09″ с. ш. 30°23′25″ в. д.HGЯO
- Совмещённый трамвайно-троллейбусный парк (СТТП, Гражданский пр., 131). Открыт в октябре 1981 года. Обслуживает маршруты 4, 6, 8, 13, 16, 18, 21, 31, 38. 60°02′24″ с. ш. 30°25′40″ в. д.HGЯO
- Троллейбусный парк № 6 (Аэродромная ул., 12). Открыт в марте 1985 года. Обслуживает маршруты 2, 9, 13, 23, 25, 31, 34, 40, 50. 59°59′45″ с. ш. 30°17′16″ в. д.HGЯO

Все троллейбусы Петербурга имеют четырёхзначный бортовой номер. С 1970-х годов первая цифра бортового номера совпадает с номером троллейбусного парка, к которому приписана машина (за исключением СТТП, где бортовые номера троллейбусов начинаются с цифры 5). До перенумерации первая цифра бортового номера обозначала модель троллейбуса.

## Музей электротранспорта
На сентябрь 2011 года имелось 4 единицы восстановленного исторического пассажирского подвижного состава. По одной единице моделей ЯТБ-1, МТБ-82Д, ЗиУ-5Г и ЗиУ-9 (ЗиУ-682Б). Также два служебных троллейбуса моделей КТГ-1 и КТГ-2.
В честь 75-летнего юбилея 22 октября 2011 года состоялся парад, в котором принимали участие ЯТБ-1 № 44, 1936 года выпуска; МТБ-82Д № 226, 1947 года выпуска; ЗиУ-5Г № 143, 1967 года выпуска; ЗиУ-682Б № 4409, 1973 года выпуска; КТГ-1 №ТЛ-1, 1976 года выпуска. К ним присоединились современные машины БКМ-321 № 3441, 2008 года выпуска; ВМЗ-5298.01-50 «Авангард» № 2328, 2008 года выпуска; Тролза-5265 «Мегаполис» № 6401, 2010 года выпуска. Троллейбусы проследовали от площади Александра Невского через Невский проспект до Конногвардейского бульвара и обратно.

## Оплата проезда
С 8 августа 2025 года стоимость разового проезда в троллейбусе составляет:
- 80 рублей — наличные, QR-билет или бесконтактная банковская карта;
- 60 рублей — единый электронный билет «Подорожник» (действует система бесплатных пересадок: в течение 60 минут после первой оплаты вторая поездка — 13 рублей, третья и последующие поездки — бесплатно);
- 54-59 рублей — Единая карта петербуржца (токен / пластик).

С 26 мая 2023 года на всех троллейбусах возможна активация отложенного пополнения карты «Подорожник».
Контроль оплаты проезда осуществляется контролерами СПб ГУП «Горэлектротранс».
С сентября по октябрь 2007 года в троллейбусах 17 маршрута проводился эксперимент по введению турникетов для контроля оплаты проезда. С апреля по июль 2014 года в троллейбусах 8 маршрута проводился эксперимент по бескондукторному обслуживанию пассажиров. На средней площадке были установлены терминалы по продаже билетов. Первое время кондуктор присутствовал, но билетов не продавал, а осуществлял размен денег и помощь пассажирам. В последующем троллейбусы на этом маршруте работали без кондукторов, однако на линии был усилен режим контроля — ежедневно на смену выходили около 10 инспекторов СПб ГКУ «Организатор перевозок». С ноября 2014 по февраль 2015 года эксперимент на том же маршруте был повторён, но с использованием другого автомата, поддерживающего приём банкнот и выдачу сдачи.

## Производство троллейбусов в Санкт-Петербурге
Работающий с 2018 года Невский завод электрического транспорта производит низкопольные троллейбусы ПКТС-6281 «Адмирал» для нужд предприятия «Горэлектротранс» Санкт-Петербурга.